# Mirabueno
Mirabueno település Spanyolországban, Guadalajara tartományban. Mirabueno Alaminos, Guadalajara, Algora, Mandayona és Las Inviernas községekkel határos. Lakosainak száma 85 fő (2024).

## Népesség
A település népessége az utóbbi években az alábbiak szerint változott:
| Lakosok száma | 118  | 111  | 102  | 91   | 105  | 103  | 85   | 80   | 78   | 85   |
|               | 2001 | 2004 | 2006 | 2009 | 2011 | 2014 | 2016 | 2019 | 2021 | 2024 |